# Џон Мајанг
Џон Ро Мајанг (енгл. John Ro Myung; Чикаго, Илиноис, 24. јануар 1967) је амерички музичар, члан групе Дрим Тијатер (Dream Theater). Мајанг је познат као изузетно виртуозан бас-гитариста и у анкети коју је 2010. године спровео сајт MusicRadar.com, проглашен је за најбољег бас-гитаристу свих времена.

## Биографија
Мајанг је рођен у Чикагу, у породици корејских емиграната, а одрастао је у Њујорку, где је ишао у школу са Џоном Петручијем и Кевином Муром, са којима ће касније основати Дрим Тијатер. Са пет година почео је да учи да свира виолину, а са петнаест је почео да свира бас-гитару. Након средње школе, уписао је музичку академију на универзитету Беркли, где је, заједно са Петручијем, упознао бубњара Мајка Портноја и основао бенд Меџести (Majesty), који ће касније променити име у Дрим Тијатер.
Иако је његова каријера везана готово искључиво за Дрим Тијатер, Мајанг је истовремено члан и инструменталних бендова Платипус (Platypus) и Џели Џем (The Jelly Jam). Уз Џона Петручија, једини је оригинални члан у садашњој постави Дрим Тијатер. На појединим концертима свира и клавијатуре.
Мајанг је изузетно посвећен свом инструменту и дневно проводи и по шест сати вежбајући, а познат је и по дугим рутинама загревања и усвиравања пре и после концерта. Осим бас-гитаре, важи и за виртуоза на Чепменовом стику, жичаном инструменту који се свира искључиво техником тапинга.
Због своје изузетно повучене природе, врло ретких интервјуа и чињенице да је до доласка Мајка Мангинија у бенд био једини члан Дрим Тијатера који никада није певао, Мајанг је стекао репутацију „мистериозног“ члана Дрим Тијатер, до те мере да о њему круже разне гласине, од којих је најчешћа да уопште не говори енглески, па чак и да му нико никада није чуо глас. Ово, наравно, уопште није тачно: Мајангов глас (на савршеном енглеском) може се чути у неколико видео школа бас-гитаре, које је до сада снимио.
Врло мало се зна о његовом приватном животу. Једини је члан Дрим Тијатера који још увек живи у Њујорку. Ожењен је музичарком Лисом Мартенс и имају бар двоје деце. Изјашњава се као хришћанин. У слободно време бави се читањем, вежбањем и пецањем.

## Дискографија
Дрим Тијатер:
- (1986)
- (1989)
- (1992)
- (1993)
- (1994)
- (1995)
- (1997)
- (1998)
- (1999)
- (2000)
- (2002)
- (2003)
- (2004)
- (2005)
- (2006)
- (2007)
- (2008)
- (2008)
- (2009)
- (2011)
- (2013)
- (2013)
- (2014)
- (2016)
- (2019)
- (2020)
- (2021)
- (2025)

Остали албуми:
- –  (1999)
- –  (2000)
- –  (2000)
- –  (2002)
- –  (2002)
- –  (2004)
- –  (2011)